# Salentinella petiti
Salentinella petiti is een vlokreeftensoort uit de familie van de Salentinellidae. De wetenschappelijke naam van de soort is voor het eerst geldig gepubliceerd in 1963 door Coineau.